# Roßbach (Neuwied)
Roßbach es un municipio situado en el distrito de Neuwied, en el estado federado de Renania-Palatinado (Alemania). Tiene una población estimada, a mediados de 2023, de 1483 habitantes.
Está ubicado cerca de la orilla derecha del río Rin y al norte de la ciudad de Coblenza.